# Oscar von Heidenstam

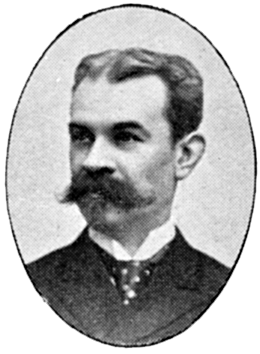
Oscar von Heidenstam.

Oscar Gustaf von Heidenstam, född 31 december 1840, död 23 mars 1933, var en svensk diplomat.

## Biografi
von Heidenstam tjänstgjorde vid beskickningarna i Aten och Konstantinopel 1868–1883, var tillförordnad generalkonsul i Alexandria 1883–1887, generalkonsul i Rio de Janeiro 1887–1893 och utnämndes 1893 till kammarherre. von Heidenstam utgav Marie Antoinette, Fersen et Barnave (1913), där för första gången denna märkliga brevsamling gjordes allmänt känd. Det lättvindiga sätt på vilket utgivning av breven skedde ledde till att professor Hans Glagau i Greifswald 1914 kom att beskylla Heidenstam för att ha förfalskat samlingen.
Oscar von Heidenstam  tillhörde  ätten von Heidenstam. Han var son till Carl Peter von Heidenstam samt far till Carl och Rolf von Heidenstam.

## Utmärkelser

### Svenska utmärkelser
- Kommendör av första klassen av Vasaorden, 16 juni 1928.[2]
- Kommendör av andra klassen av Vasaorden, 1 december 1890.[3]

### Utländska utmärkelser
- Kommendör av Grekiska Frälsarens orden, tidigast 1918 och senast 1921.[4][5]
- Silverkorset av Grekiska Frälsarens orden, senast 1915.[6]
- Andra klassen av Tunisiska orden Nischan el Iftikhar, tidigast 1915 och senast 1918.[4][6]
- Andra klassen av Osmanska rikets Osmanié-orden, tidigast 1915 och senast 1918.[4][6]
- Tredje klassen av Osmanska rikets Osmanié-orden, senast 1915.[6]
- Kommendör av Rumänska kronorden, senast 1915.[6]
- Kommendör av Franska Hederslegionen, tidigast 1925 och senast 1928.[7][8]
- Officer av Franska Hederslegionen, tidigast 1918 och senast 1921.[4][5]
- Riddare av Franska Hederslegionen, senast 1915.[6]
- Riddare av Danska Dannebrogorden, senast 1915.[6]
- Riddare av första klassen av Norska Sankt Olavs orden, senast 1915.[6]